# Kočovský potok
Der Kočovský potok (deutsch Kriegsdorfer Bach) ist ein linker Nebenfluss der Moravice in Tschechien.

## Verlauf
Die Kočovský potok entspringt südlich von Nová Rudná im Niederen Gesenke am Osthang des U Rozhledny (825 m. n.m.). An seinem nach Südosten führenden Lauf liegen die Dörfer Dolní Václavov, Moravský Kočov und Valšov. Unterhalb von Valšov mündet der Kočovský potok nach 16,5 Kilometern am Fuße des Měděný vrch (Kupferberg, 687 m) in die Moravice.
In Valšov führt eine Eisenbahnstrecke entlang des Baches.

## Zuflüsse
- Důlní potok (l), unterhalb Dolní Václavov
- Modrý potok (r), bei Moravský Kočov